# Osaka (Virginie)
Osaka est une census-designated place située dans le comté de Wise, dans l’État de Virginie, aux États-Unis. Lors du recensement de 2020, elle comptait 132 habitants.